# Wolfger von Erla
Wolfger von Erla (auch Wolfger von Passau, voller Name Wolfger von Ellenbrechtskirchen; * um 1140 bei Erla an der Enns; † 23. Januar 1218 in Aquileia) war Bischof von Passau und Patriarch von Aquileia.

## Leben
Wolfger entstammte der Familie von Erla bei Erla an der Enns. 1183 war er Propst von Pfaffmünster, 1184 von Zell am See. Im Jahr 1191 wurde er Bischof von Passau (bis 1204). Die Priester- und Bischofsweihe erhielt er jedoch erst nach der Bischofswahl. Er war verheiratet und hatte einen Sohn, der in seinen Reiserechnungen mehrfach erwähnt wird. Ob Wolfger zum Zeitpunkt der Priesterweihe verwitwet war oder seine Gattin in ein Kloster eintrat, wissen wir nicht, da es über eine Gattin Wolfgers gar keine Nachrichten gibt. Eine unveränderte Weiterführung einer Ehe wäre jedoch um 1200 für einen Bischof kaum mehr möglich gewesen.
Er führte sein Bistum papsttreu und im Einklang mit dem staufischen Königtum und den österreichischen Herzögen, mit einer umfassenden bischöflichen Rechtsprechung auf Diözesan- und Reichsebene. 1199 bestellte Papst Innozenz III. Wolfger von Erla zum alleinigen Oberrichter.
Wolfger von Erla war 1195 in die Konfliktlösung nach der Geiselnahme König Richards I. Löwenherz eingeschaltet. Danach nahm er selbst am Kreuzzug 1197/98 teil. Nach seiner Rückkehr holte er die päpstliche Zustimmung zur 1190 erfolgten Gründung des Deutschen Ordens ein. Er bemühte sich um die Errichtung eines weiteren Bistums auf dem Gebiet der Passauer Diözese. Das Schloss Wolfstein entstand während seiner Herrschaft.
Wolfger von Erla strebte energisch seiner Erhebung auf den Patriarchenstuhl von Aquileia zu. 1204 wurde er zum Patriarchen von Aquileia gewählt, wo er die weltliche Gewalt festigte und 1209 Istrien und Krain zurückgewann. Ihm wurde das Amt des Reichslegaten in Italien unter Philipp von Schwaben und Otto IV. zuteil, jedoch zog er sich nach der Teilnahme am IV. Laterankonzil 1215 aus der Reichspolitik zurück. 

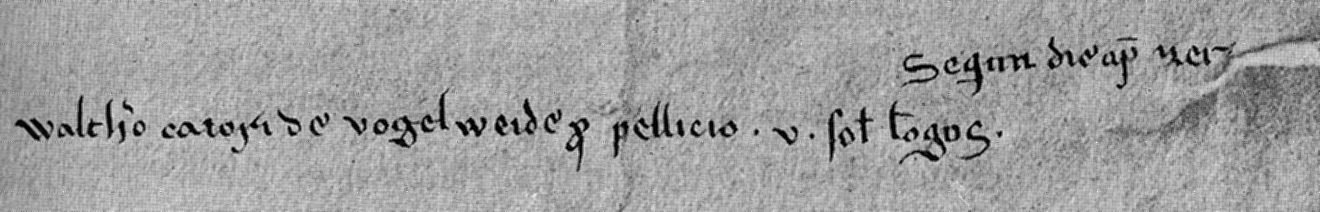
Nennung Walthers von der Vogelweide im Reiserechnungsbuch Wolfgers: walthero cantori de vogelweide pro pellicio v solidos longos – „Dem Sänger Walther von der Vogelweide für einen Pelzrock fünf Schillinge“

Wolfger ist auch für die deutsche Literaturgeschichte eine wichtige Figur. Aus seinem Reiserechnungsbuch lässt sich das einzige außerliterarische Lebenszeugnis Walthers von der Vogelweide ablesen, denn Wolfger von Passau schenkte ihm am 12. November 1203 eine stattliche Summe für einen Pelzmantel. Neben Walther von der Vogelweide gehörten auch andere österreichische und bayerische Dichter, darunter wahrscheinlich auch der Autor des Nibelungenliedes, zum literarischen Kreis des Bischofs, der sein Bistum zum literarischen Zentrum ersten Ranges machte. An seinem Hofe in Aquileia war mit Thomasîn von Zerclaere ein weiterer Literat der mittelhochdeutschen Sprache tätig.